# Ettringite

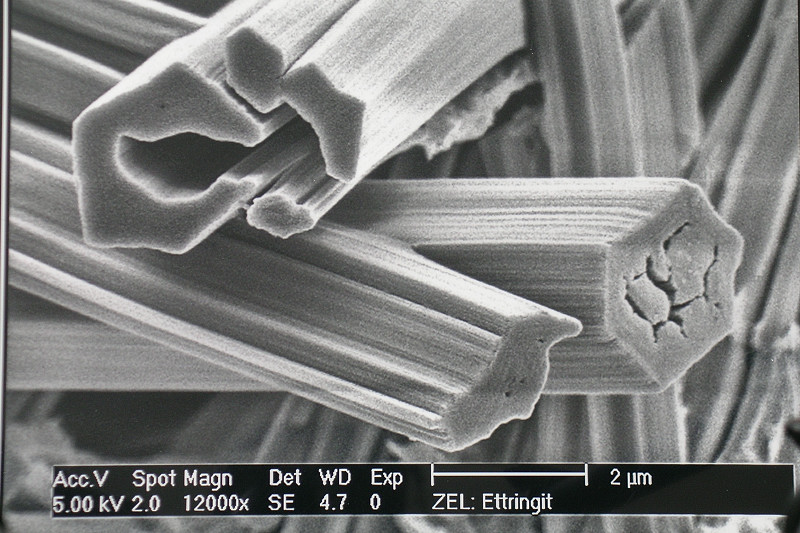
Ettringite al microscopio

L'ettringite (nota anche come woodforite, simbolo IMA: Ett) è un minerale raro nella classe dei solfati idrati con anioni estranei con la composizione chimica Ca6Al2[(OH)12(SO4)3]·26H2O, per la quale a volte vengono date anche 24 moli di acqua cristallina. Appartiene al gruppo dell'ettringite.
Il prodotto precipitato sinteticamente è alluminato solfato di calcio; come colore di sospensione e rivestimento è noto come bianco satinato. Secondo la notazione più comune nella chimica delle costruzioni, la formula molecolare ossidica è 3CaO·Al2O3·3CaSO4·32H2O.

## Etimologia e storia
L'ettringite prende il nome dal suo primo sito di scoperta a Ettringen nell'Eifel (Renania-Palatinato, Germania). È stata descritta nel 1874 da J. Lehmann nel suo libro Über den Ettringit, ein neues Mineral in Kalkeinschlüssen der Lava von Ettringen (Laacher Gebiet).
Nel 1890, Candlot e Michaelis identificarono il minerale per la prima volta come un trisolfato di alluminato di tricalcio.

## Classificazione
Nell'obsoleta 8ª edizione della sistematica minerale di Strunz, l'ettringite apparteneva alla classe dei "solfati, cromati, molibdati e tungstati" e quindi alla sottoclasse dei "Solfati acquosi con anioni estranei", dove insieme a metavoltina, humberstonite, jouravskite, clinoungemachite, metasideronatrite, sideronatrite e ungemachite formava il "gruppo dell'ettringite-metavoltina" con il sistema nº VI/D.07.
Nella Sistematica dei lapis (Lapis-Systematik) secondo Stefan Weiß, che è stata rivista e aggiornata l'ultima volta nel 2018 ed è ancora strutturata secondo questa vecchia edizione di Strunz, al minerale è stato assegnato il sistema e al minerale nº VI/D.13-010. In questa Sistematica ciò corrisponde anche alla classe "Solfati acquosi, con anioni estranei", dove l'ettringite forma il "gruppo dell'ettringite" con gli altri membri bentorite, buryatite, carraraite, charlesite, hielscherite, jouravskite, kottenheimite, sturmanite, tatarinovite e thaumasite.
La 9ª edizione della sistematica dei minerali di Strunz, che è stata aggiornata l'ultima volta dall'Associazione Mineralogica Internazionale (IMA) nel 2024, classifica l'ettringite nella classe "7.D Solfati (selenati, ecc.) con anioni aggiuntivi, con H2O"; questa è ulteriormente suddivisa in base alla dimensione relativa dei cationi coinvolti, in modo che il minerale sia classificato in base alla sua composizione nella sottoclasse "7.DG Con cationi di media e grande dimensione; con NO3, CO3, B(OH)4, SiO4 o IO3", dove, insieme a bentorite, buryatite, carraraite, charlesite, hielscherite, jouravskite, sturmanite, thaumasite e birunite, forma il sistema nº 7.DG.15.
Anche la classificazione dei minerali di Dana, che viene utilizzata principalmente nel mondo anglosassone, classifica l'ettringite nella classe dei "solfati, cromati e molibdati" (inclusi selenati, tellurati, seleniti, telluriti e solfiti) e lì nella sottoclasse dei "solfati idrogeni con ossidrile o alogeno". Qui l'ettringite può essere trovata, insieme a bentorite e a buriatite, nel gruppo senza nome 31.10.02 all'interno della suddivisione "Vari solfati acquosi con ossidrile o alogeno".

## Abito cristallino
L'ettringite cristallizza nel sistema trigonale nel gruppo spaziale P31c (gruppo nº 159) con i parametri del reticolo a = 11,26 Å e c = 21,48 Å così come due unità di formula per cella unitaria.
Gli ioni di alluminio sono ottaedrici coordinati da sei ioni idrossido e gli ioni calcio otto volte da quattro ioni idrossido e quattro molecole d'acqua ciascuno. Gli ambienti di coordinazione sono collegati in modo tale che si formino catene lungo il cristallo, con uno ione di alluminio alternato a tre ioni calcio alla volta. Gli ioni solfato e le altre molecole d'acqua sono incorporati tra queste colonne e formano legami idrogeno. Tuttavia, poiché ci sono solo interazioni deboli, sono disordinate e non necessariamente in una relazione fissa. Per questo motivo, è stata stabilita la formula del rapporto Ca6[Al(OH)6]2(SO4)3·25,7H2O, che riflette la situazione di legame nel cristallo e l'incertezza nel contenuto di acqua cristallina.

## Proprietà

### Proprietà chimiche
Con un contenuto d'acqua di circa il 46% in peso, l'ettringite è uno dei minerali con il più alto contenuto di acqua cristallina ed è quindi relativamente voluminosa e leggera. Parte dell'acqua cristallina fuoriesce a una temperatura di 80 °C. A una temperatura di 250 °C si ottiene un'estesa disidratazione (calcinazione) e a partire da 500 °C una disidratazione completa. Durante la calcinazione, l'ettringite si decompone in alluminato di calcio, ossido di calcio e anidride solfato di calcio. In combinazione con l'acqua, l'ettringite si forma nuovamente dai disidratati.
L'ettringite reagisce in modo sensibile con gli acidi e si disintegra a un valore di pH inferiore a 9. Fondamentalmente, l'ettringite può formarsi solo in un ambiente fortemente alcalino (valore di pH circa 12).

### Proprietà fisiche
Con una durezza Mohs da 2 a 2,5, l'ettringite è uno dei minerali morbidi e può essere graffiata con un'unghia. I cristalli mostrano lucentezza vitrea, gli aggregati fibrosi, invece, tendono ad avere una lucentezza setosa. La massa molare dell'ettringite è 1255,11 kg/mol.

## Origine e giacitura
È un composto chimico formatosi per degrado conseguente alla presenza di solfati.
Nel caso di cementi che contengono quantità apprezzabili di alluminato tricalcico si avrebbe, per idratazione di questi ultimi, la precipitazione di abbondanti quantità di alluminati idrati, il che porterebbe a una presa pressoché immediata, che impedirebbe la gettata del calcestruzzo. 
Per questo motivo il cemento Portland viene macinato con piccole quantità di gesso, CaSO4·2H2O</chem>, che ha lo scopo di ritardare le reazioni di idratazione dell'alluminato tricalcico, in quanto per reazione tra gesso e C3A si forma un solfoalluminato idrato 3CaO·Al2O3·3CaSO4·32H2O, ettringite, che precipita sui granuli di C3A formando uno strato protettivo che impedisce l'ulteriore idratazione del C3A. Questo strato di ettringite rimane stabile fino a quando gli ioni SO2−4 che derivano dalla dissociazione del gesso, attraversandolo, vengono a contatto con altro C3A e formano nuova ettringite che a causa dell'aumento di volume rompe lo strato precedente liberando cristalli di C3A che così possono idratarsi.
Per l'azione ritardante che esplica, il gesso deve essere considerato un vero e proprio regolatore della presa. Esso però a volte può dare luogo al fenomeno della falsa presa quando, a seguito di eccessivo aumento di temperatura durante la macinazione finale nei mulini a palle, il solfato biidrato si disidrata ad emiidrato che a contatto con acqua indurisce per proprio conto.
L'alluminato tricalcico è il costituente che nell'idratazione sviluppa la maggior quantità di calore, pertanto nei cementi destinati alle costruzioni di grossa mole, come ad esempio le dighe, occorre limitarne al massimo il contenuto.
L'ettringite si forma sia per precipitazione di una soluzione idrotermale, sia per precipitazione di una soluzione di solfato di alluminio con calce idrata o per precipitazione/ricristallizzazione di idrato di alluminato di calcio e gesso, nonché per metamorfismo insieme alla molto simile sturmanite. Ben nota – e importante per l'indurimento dei cementi – è la formazione di ettringite durante l'idratazione del cemento dai componenti alluminato tricalcico, gesso e acqua. Oltre ad afwillite, gesso, idrocalumite, mayenite e portlandite, i minerali di accompagnamento includono calcite, brucite, ematite, hausmannite, manganite e oyelite.
Oltre ai depositi vulcanici dell'Eifel, l'ettringite è stata finora rilevata in circa 60 siti in tutto il mondo, tra cui vicino nel Limburgo e nella provincia di Liegi in Belgio; a Gera, Maroldsweisach, Oberwolfach e Richelsdorfer Gebirge in Germania; Clermont-Ferrand in Francia; Klöch e Brixlegg in Austria, Kuruman in Sudafrica, così come Franklin nel New Jersey e a Crestmore nella Contea di Riverside, negli Stati Uniti.
Nella struttura in calcestruzzo, di solito si forma prima il monosolfato, che poi si ricristallizza in ettringite. Questo processo è associato a un aumento di tre volte del volume ed è chiamato deriva dell'ettringite o deriva del solfato. Questo è spesso innescato dalla penetrazione di acqua contenente solfati nelle strutture in calcestruzzo. L'ettringite può anche essere prodotta sinteticamente come solfato di alluminato di calcio. L'ettringite impura si forma da acque reflue contenenti solfati mediante l'aggiunta di alluminati e calce. Per questo motivo, i solfati possono essere rimossi dalle acque reflue aggiungendo fanghi di cemento ("precipitazione di ettrinite").

## Utilizzi
L'ettringite è una fase tecnicamente importante nello sviluppo della resistenza del cemento. Il cemento viene miscelato con solfati. L'ettringite si forma durante l'impostazione, il che ritarda il processo di solidificazione. Il cemento senza solfati, invece, si indurisce immediatamente.
L'impasto di ettringite (bianco satinato/casul) è preferibilmente utilizzato come pigmento bianco per la carta da rivestimento (carte patinate). Le carte patinate con il bianco satinato sono caratterizzate soprattutto da un elevato punto di bianco, opacità e lucentezza. Vengono utilizzate come carte artistiche con un'eccellente immagine di stampa e per imballaggi alimentari di alta qualità. Un'altra applicazione è l'uso in vernici a emulsione e intonaci liquidi.

## Forma in cui si presenta in natura
Di solito sviluppa cristalli pseudoesagonali ben sviluppati, prismatici o aghiformi, che possono variare dal gialla chiaro al bianco.